# Peromyia nemorum
Peromyia nemorum är en tvåvingeart som först beskrevs av Edwards 1938.  Peromyia nemorum ingår i släktet Peromyia och familjen gallmyggor. Arten är reproducerande i Sverige. Inga underarter finns listade.